# Stavros Dimas
Stavros Dimas (Grieks: Σταύρος Δήμας) (Klenia (Korinthos), 30 april 1941) is een Griekse jurist en politicus. Hij is lid van de conservatieve partij Nea Dimokratia.

## Levensloop
Dimas is geboren in het dorp Klenia, gemeente Korinthië en heeft rechten, politicologie en economie gestudeerd aan de universiteiten van Athene, Londen en New York.
Van 1968 tot 1975 was hij werkzaam in de Verenigde Staten; eerst bij een advocatenkantoor op Wall Street en later bij de Wereldbank. Hierna keerde hij terug naar Griekenland, waar hij werd benoemd tot voorzitter van de Griekse Industriële OntwikkelingsBank (ETVA). Tevens nam hij plaats in het comité wat de toetreding van Griekenland tot de Europese Unie voorbereidde en vervulde in diverse kabinetten ministerposten. Dimas is vanaf 1977 actief in de Griekse politiek voor de conservatieve partij Nea Dimokratia.

### Carrière in de Europese Unie
In maart 2004 volgde Dimas Anna Diamandopoulou op als Eurocommissaris voor Werkgelegenheid en Sociale Zaken in de commissie-Prodi. Hij bekleedde deze functie tot november van dat jaar. Aansluitend had hij tot 2010 zitting in de commissie-Barroso I als Eurocommissaris voor Milieu. Hij werd in die functie opgevolgd door Janez Potočnik.

### Mislukte presidentsverkiezing
Op 9 december 2014 werd Dimas door premier Antonis Samaras als enige kandidaat voor de vervroegde presidentsverkiezingen voorgedragen. Samaras had deze verkiezingen, die noodzakelijk waren omdat de termijn van Karolos Papoulias afliep, twee maanden vervroegd. Gedurende drie stemrondes in het Griekse parlement op respectievelijk 17, 23 en 29 december 2014 behaalde Dimas echter niet het vereiste aantal stemmen, waardoor het Kabinet-Samaras viel.

## Politieke functies
- Minister van Coördinatie (van november 1977 tot mei 1980) in het kabinet-Karamanlis
- Minister van Handel (van mei 1980 tot oktober 1980) in het kabinet-Rallis
- Minister zonder portefeuille (van 11 oktober 1980 tot 21 oktober 1981)
- Woordvoerder in het Griekse parlement voor Nea Dimokratia (van oktober 1985 tot juni 1989)
- Minister van Landbouw (van juli 1989 tot februari 1990) in de kabinetten-Tzannetakis en -Zolotas
- Minister van Industrie, Energie en Technologie (van april 1990 tot juli 1991) in het kabinet-Mitsotakis
- Secretaris-generaal van Nea Dimokratia (van 1995 tot 2000)
- Senior lid van het politieke analytische comité van Nea Demokratia (van 2000 tot 2003)
- Lid Europese Commissie, belast met Werkgelegenheid en Sociale Zaken (van 11 maart 2004 tot 21 november 2004) in de commissie-Prodi
- Lid Europese Commissie, belast met Milieu (van 22 november 2004 tot 10 februari 2010) in de commissie-Barroso I
- Vicepresident van Nea Dimokratia (sinds 2010)
- Minister van Buitenlandse Zaken (van 11 november 2011 tot 16 mei 2012) in het kabinet-Papadimos[1]

- Gemeinsame Normdatei: 1179993918
- International Standard Name Identifier: 0000 0000 4086 4066
- Library of Congress Control Number: no96013467
- Nationale Bibliotheek van Tsjechië: xx0058727
- Parlement.com: vgok2t90f2zi
- Virtual International Authority File: 36508011
- WorldCat: E39PBJyGYdGHwGwP8TCCmKVHmd

Joaquín Almunia · Catherine Ashton · José Manuel Barroso · Jacques Barrot · Joe Borg · Karel De Gucht · Stavros Dimas · Benita Ferrero-Waldner · Ján Figeľ · Franco Frattini · Mariann Fischer Boel · Dalia Grybauskaitė · Danuta Hübner · Siim Kallas · Meglena Koeneva · László Kovács · Neelie Kroes · Markos Kyprianou · Peter Mandelson · Charlie McCreevy · Louis Michel · Leonard Orban · Andris Piebalgs · Janez Potočnik · Viviane Reding · Olli Rehn · Paweł Samecki · 
Algirdas Šemeta · Vladimír Špidla · Antonio Tajani · Androulla Vassiliou · Günter Verheugen · Margot Wallström